# Legea Haeckel
Legea biogenetică Müller-Haeckel, cunoscută și ca legea biogenetică fundamentală sau teoria recapitulării, este o teorie care pretinde că ontogeneza (dezvoltarea individului) este o recapitulare rapidă a filogenezei.
Altfel spus, această lege afirmă că dezvoltarea individului trece prin unele stadii în care planul de organizare al corpului este similar morfologic și funcțional cu cel al unor specii inferioare.
În lucrarea Für Darwin publicată în 1864, Müller, pe baza unor studii asupra dezvoltării crustaceilor, la care a observat că stadiile adulte ale speciilor inferioare sunt foarte asemănătoare cu embrionii speciilor superioare, concluzionează că multe din caracterele strămoșilor unei specii apar pentru scurt timp în diferite stadii ale dezvoltării indivizilor din speciile superioare.
Haeckel a preluat această idee și a dezvoltat-o în faimoasa sa lucrare Morfologia generală a organismelor (1866). Felul în care el a interpretat-o, a dat însă naștere la erori grave. Haeckel a considerat din start că in fenomenele descride de Müller trebuie să existe o ordine precisă și că cele mai noi caractere apar după epuizarea „recapitulării”. De asemenea, a exagerat în privința exemplelor, plecând de la premisa falsă că absolut toate caracterele inferioare pe linie filogenetică apar la orice specie descendentă a acelei linii. 
Adversarii (ai săi personali sau ai evoluționismului) au sesizat imediat erorile și le-au exploatat într-o critică acerbă, care mai are ecouri destul de importante și în prezent. Aceasta chiar dacă ulterior Müller și Haeckel au colaborat, temperându-se reciproc, și au ajuns la o formulare foarte apropiată de accepțiunea modernă a legii fundamentale a biogenezei, în care se face precizarea importantă că în ontogeneză nu se trece ca atare prin toate formele inferioare, ci doar prin unele, de cele mai multe ori cele mai viabile din punct de vedere al adaptabilității. De asemenea, reflectarea evoluției în ontogeneză poate fi mai mult sau mai puțin evidentă, iar apariția caracterelor ancestrale se intrică cu cea a caracterelor proprii speciei respective.
Printre exemplele clasice care se dau pentru legea biogenetică fundamentală se numără: existența arcurilor branhiale la embrionii mamiferelor, vascularizația acestor arcuri branhiale, evoluția veziculelor cerebrale în seria vertebratelor, respirația la mamifere în timpul vieții intrauterine, metameria embrionilor tuturor vertebratelor și alterarea ecesteia odată cu dezvoltarea, ș.a.
Această lege este combătută și în prezent de fundamentaliștii religioși, și în general de organizațiile pentru care popularizarea evoluției ca fenomen natural, firesc și a cărei înțelegere este utilă pentru știință reprezintă o amenințare.